# Литвиновичский сельсовет
Литвиновичский сельсовет — административная единица на территории Кормянского района Гомельской области Республики Беларусь. Административный центр — агрогородок Литвиновичи.

## История
1 марта 2012 года упразднены посёлки Первая Ступень, Заболотское, Луначарский.

## Состав
Литвиновичский сельсовет включает 21 населённый пункт:
- Боровая Глинка — деревня
- Вознесенск — посёлок
- Вощанки — деревня
- Дубравино — деревня
- Дубралеж — посёлок
- Золотомино — деревня
- Зятковичи — деревня
- Казимирово — деревня
- Коселяцкий — посёлок
- Литвиновичи — агрогородок
- Лобыревка — деревня
- Микольск — посёлок
- Октябрёво — деревня
- Почтовая Глинка — деревня
- Рудня — деревня
- Студенец — деревня
- Хлевно — деревня

Упразднённые населенные пункты:
- Первая Ступень — посёлок был упразднён в 2012 году[2][1]
- Заболотское — посёлок[1]
- Костюковка — деревня
- Луначарский — посёлок[1]
- Салабута — деревня

## Культура
- ГУК "Кормянский районный мемориальный музей П. Н. Лепешинского" в аг. Литвиновичи